# ルーシー・ダフ＝ゴードン

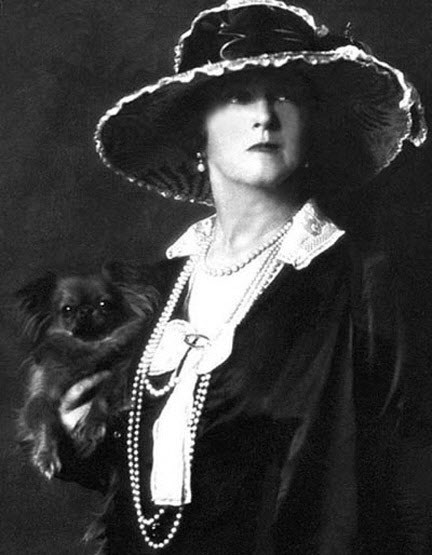
ルーシー・ダフ＝ゴードン

ルーシー・クリスティーナ、レディ・ダフ＝ゴードン（英: Lucy Christiana, Lady Duff-Gordon、1863年6月13日 - 1935年4月20日）は、イギリスのファッション・デザイナー。第5代準男爵サー・コズモ・ダフ＝ゴードンの妻。夫とともに客船タイタニック号に乗船し、同船の沈没事故から生還したが、事件後に批判に晒された。

## 経歴
1863年6月13日にトロントの技師ダグラス・サザーランド(Douglas Sutherland)の娘として生まれる
18歳の時にジェイムズ・ステュアート・ウォレス(James Stewart Wallace)と結婚し、1884年に娘のエズメ・ウォレス(Esme Wallace)を儲けたが、1888年には離婚した。その後、自身と子供の生活費を稼ぐため、洋服作りの事業を始めるようになった。1893年にはロンドンのオールド・バーリントン通りに上流階級向けファッションサロン「ルシール(Lucile)」を開店。「ルシール」はパリやニューヨークにも支店を広げ、欧米の社交界において彼女は「マダム・ルシール」の名前で知られるようになった。
1900年5月24日にはスコットランドの地主である第5代準男爵サー・コズモ・ダフ＝ゴードンと再婚した。
1912年4月10日にダフ＝ゴードン夫妻はシェルブールからタイタニック号に乗船した。コズモは一等船室A-16、ルーシーは一等船室A-20をそれぞれ取っている。理由は不明だが、「モルガン夫妻(Mr and Mrs Morgan)」という偽名で乗船している。
4月14日午後11時40分にタイタニックが氷山に衝突した後、夫妻は右舷デッキから一号ボートに乗ってタイタニックから脱出した。
一号ボートは定員40人だったのにダフ＝ゴードン夫妻とその秘書を含めて5人の一等客と7人の船員しか乗っていなかった。そのうち火夫チャールズ・ヘンドリンだけがボートに余裕があるので海中に落ちた人々を助けに戻るべきだと主張したが、彼女を含めてその意見に賛同する者はなかった。彼女はボートの中で船酔いして一晩中吐いているだけだった。また夫のサー・コズモはボートの船員たちに5ポンドずつ配ったが、このお金は後にボートを戻すなという買収であったかのように語られることになる。
カルパチア号に救出された後、夫妻は一号ボートの12人で笑顔の記念撮影をするという軽率な行動をやらかし、後に不評を招く材料となるが、これは彼女の思い付きであったという。
帰国後、夫妻は世論の批判の的となった。初代マージー男爵ジョン・ビッガムを裁判長とする査問裁判において夫妻の不正行為は立証されなかったものの、社会的には生涯にわたって批判され続けた。
彼女のファッションビジネスはこの事件の後も成功を続けたが、第一次世界大戦でファッション業が廃れていくとルシールの事業も頓挫。しかし彼女は生涯快活さを失うことはなく、タイタニックにおける自分や夫の行動を弁護し続け、1935年4月20日に死去した。